# Río Mansoa
El río Mansoa (o Mansôa) es un curso de agua de Guinea-Bisáu, que desemboca en el océano Atlántico, en la costa occidental del continente africano. Se encuentra entre los ocho ríos más importantes del país. El cultivo el arroz en el manglar se ha practicado en la cuenca del Mansoa desde hace por los menos 500 años. En su desembocadura alcanza una anchura de alrededor de 700 metros.